# Kalypta růžovohlavá
Kalypta růžovohlavá (Calypte anna) je středně velký druh kolibříka.

## Pojmenování
Objevitel kalypty René Primevère Lesson jí dal druhové jméno podle Anne d'Essling, dvorní dámy císařovny Evženie z Montijo a manželky vévody Françoise Victora Masseny, nadšeného ornitologa.

## Popis
Dosahuje délky okolo 10 cm, rozpětí křídel 11–12 cm a hmotnosti 4–5 gramů. Má základní šedozelené zbarvení s černým ocasem, dospělí samci mají karmínovou hlavu a hrdlo. Zobák je dlouhý a tenký, díky daleko vytažitelnému jazyku se kalypta živí nektarem z květů a stromovou mízou, patří mezi významné opylovače. Jídelníček si příležitostně zpestřuje hmyzem. Hlavními predátory jsou draví ptáci, kočky a hadi.

## Rozšíření
Obývá pacifické pobřeží Severní Ameriky od řeky Stikine po Kalifornský poloostrov, ve vnitrozemí zasahuje jeho rozšíření až do západního Texasu (od počátku dvacátého století se šíří severovýchodním směrem, osamělí jedinci byli zastiženi až na Newfoundlandu). 

## Výskyt
Obývá křoviny chaparral, citroníkové háje i městské parky, počet kusů se odhaduje na půldruhého milionu.

## Ekologie
Kalypta růžovohlavá je jedním z mála druhů kolibříků, jehož samci při námluvách zpívají, kromě toho také vydávají silný zvuk způsobený vibrací ocasních per, když se vrhají z až třicetimetrové výšky. Dosahuje největší relativní rychlosti letu ze všech obratlovců: 385 tělesných délek za sekundu. Hnízdí podle geografické oblasti od prosince do června, snůška obsahuje obvykle dvě vejce, inkubace trvá 14 až 19 dní. Samice pečuje o mláďata sama, soběstačná jsou zhruba po třech týdnech.
V zimních měsících upadá kalypta růžovohlavá do stavu snížené fyzické aktivity (torpor).